# Spilosoma scortillum
Spilosoma scortillum är en fjärilsart som beskrevs av Hans Daniel Johan Wallengren 1876. Spilosoma scortillum ingår i släktet Spilosoma och familjen björnspinnare. Inga underarter finns listade i Catalogue of Life.